# Miltogramma alajica
Miltogramma alajica är en tvåvingeart som beskrevs av Boris Borisovitsch Rohdendorf 1930. Miltogramma alajica ingår i släktet Miltogramma och familjen köttflugor.
Artens utbredningsområde är Uzbekistan. Inga underarter finns listade i Catalogue of Life.